# Stephan Templ
Stephan Templ (* 1960, Vídeň) je rakouský historik moderní architektury, novinář a spisovatel židovského původu. Patří mezi výrazné představitele antifašismu v Rakousku.

## Život a dílo
Jeho profesní zájem historika moderní architektury je úzce spjat s meziválečnou architekturou Československa. Je autorem nebo spoluautorem publikací o moderní architektuře na území Čech, Moravy a Slezska. V publikaci  Baba – Osada Svazu čs. díla Praha se věnuje kolonii 34 funkcionalistických vil (jedna vila zanikla) z let 1932 – 1940, postavených jako Osada Baba v katastrálním území Praha 6 – Dejvice. Kromě technického popisu staveb, představuje v krátkosti i osobnosti jednotlivých architektů, podle jejichž návrhů stavby vznikaly. V publikaci seznamuje čtenáře také s osudy majitelů vil, mezi které patřili spisovatelé, malíři, básníci, architekti, úředníci i politici, až do doby znárodnění v roce 1948.
Stephan Templ je dopisovatelem listu Frankfurter Allgemeine Zeitung za oblast kultury.

### Publikace
- 2005 Česká republika – architektura XX. století. Díl I. Morava a Slezsko, (spoluautoři: Michal Kohout, Pavel Zatloukal), Zlatý řez, Praha, česky
- 2001 Unser Wien. „Arisierung“ auf österreichisch., (spoluautorka: Tina Walzer), Aufbau– Verlag, Berlín, německy
- 2000 TEMPL, Stephan. Baba – Osada Svazu čs. díla Praha. Praha: Zlatý řez, 2000. ISBN 80-901562-4-X.; vyšlo též německy a anglicky (Birkhäuser, Basilej, 1999)
- 1998 Praha – architektura XX. století, (spoluautoři: Michal Kohout, Vladimír Šlapeta, předmluva: John Hejduk), Zlatý řez, Praha, česky (německy 1997, anglicky 1999, 2008)